# 帕哈里托 (博亞卡省)
帕哈里托是哥倫比亞的城鎮，位於該國東北部，由博亞卡省負責管轄，距離首府通哈176公里，始建於1853年，面積322平方公里，海拔高度793米，2005年人口2,168。
5°25′N 72°40′W / 5.417°N 72.667°W